# Orașu Nou (gmina)
Orașu Nou – gmina w Rumunii, w okręgu Satu Mare. Obejmuje miejscowości Orașu Nou, Orașu Nou-Vii, Prilog, Prilog-Vii i Remetea Oașului. W 2011 roku liczyła 3806 mieszkańców.